# فريديريك غارنييه
فريديريك غارنييه (بالإنجليزية: Frédéric Garnier)‏ ولد بتاريخ 11 مارس 1964 في أورليان، هو دراج فرنسي سابق.

## روابط خارجية
- فريديريك غارنييه على موقع أرشيف الدراجات (الإنجليزية)
- فريديريك غارنييه على موقع إحصائيات الدراجات الإحترافية (الإنجليزية)